# Varnàvinskoie
Varnàvinskoie - Варнавинское (rus) - és un poble del krai de Krasnodar, a Rússia. Es troba prop de la vora esquerra del canal Àuixedz del riu Kuban. És a 15 km al nord d'Abinsk i a 65 km al sud-oest de Krasnodar.
Pertany a aquest poble el khútor de Sadovi.